# 拉森国家森林
拉森国家森林（英語：Lassen National Forest）是一座美国国家森林，位于加利福尼亚州东北部，占地面积1,700平方英里（4,400平方），名自1850年代，将此地开采、耕作，并向移居而来的人们推广的先驱彼得·拉森。

## 野生动物
林区的代表动物有黑熊、浣熊、郊狼、短尾貓、狐狸、騾鹿、臭鼬、貂、北美山獅、褐色旋木雀、数种花栗鼠、栗背山雀、数种松鼠、白头啄木鸟、鼬、数种小鼠、长趾钝口螈和多种多样的蝙蝠。